# Нью Джек
Джером Янг (англ. Jerome Young; 3 января 1963, Атланта — 14 мая 2021, Гринсборо, Северная Каролина) — американский рестлер, более известный под псевдонимом как Нью Джек (aнгл. New Jack). Наиболее известен был своим участием в промоушене Extreme Championship Wrestling (ECW), где он прославился своей готовностью принимать опасные удары и своим жестким стилем хардкорного реслинга, часто подвергаясь большому риску и иногда стреляя в противников, в том числе случай на ринге с рестлером по прозвищу Mass Transit в 1996 году и ссора с Джипси Джо в 2003 году.
Также он известен тем, что был единственным рестлером, чья вступительная музыка («Natural Born Killaz» от Ice Cube и Dr. Dre) звучала во время его матчей в ECW. После закрытия промоушена в 2001 году Янг провел остаток своей карьеры, выступая на независимой сцене, вплоть до своей смерти в мае 2021 года.

## Ранняя жизнь
Джером Янг родился 3 января 1963 года в Гринсборо, штат Северная Каролина. В 1968 году, когда ему было пять лет, он и его братья и сестры стали свидетелями того, как его отец несколько раз ударил мать ножом после того, как узнал, что она изменяла ему с другими мужчинами. Пять месяцев спустя он выстрелил ей в ногу, когда она попыталась уйти и забрать Янга с собой. Позже в том же году его отец умрет от сердечного приступа. Янг и его мать часто переезжали через всю Джорджию, обычно стараясь быть на шаг или два впереди домовладельцев, стремящихся их выселить. Часто посещал различные школы, прежде чем, наконец, окончить Среднею школу Террелла в Атланте. Находясь там, Янг добился определенных успехов в футболе, будущего новичка поддерживал учитель Джорджии Даррелл Нортон начиная с обороны и заканчивая в нападении. Он проявил талант к охвату пропусков и решил поступить в Университет Кларка в Атланте. Но в конце концов Янг и его друзья начали грабить магазины, такие как заправочные станции, магазины спортивных товаров и ювелирные магазины. Янг также был заядлым потребителем кокаина.

## Карьера в рестлинге

### United States Wrestling Association (1992—1993)
В 1992 году Янг тренировался под руководством Рэя Кэнди и дебютировал в Мемфисе, штат Теннесси, в АUnited States Wrestling Association (USWA), где он взял рингнейм Нью Джек, вдохновленное фильмом 1991 года «Нью Джек Сити». В июне 1993 года Янг выиграл свой первый титул, командный чемпионство USWA World Tag со своим партнером Хоумбоем, победив команду Просто Божественные и удерживая титул в течение двух недель, прежде чем потерять его К. В. Бергстрому и Мелвину Пенроду-младшему. Янг оставался в компании до конца лета.

### North Georgia Wrestling Alliance (1993—1994)
Покинув Мемфис, Нью-Джек переехал в Атланту и выступал за North Georgia Wrestling Alliance и выиграл в их федерации пояс чемпионат в тяжелом весе. В начале 1994 года он объединился с бывшим талантом WCW Мустафой Саедом и сформировал команду Гангстеры, выиграв командный чемпионство NGWA в июле 1994 года, но быстро объявили его вакантным, так как они покинули территорию промоушена.

### Smoky Mountain Wrestling (1994—1995)
Заработав свое имя, работая на Джима Корнетта выступая в промоушене Smoky Mountain Wrestling. Нью Джек создал группировку рестлеров под названием «Гангстеры». Где выступал с ней по югу и обычно выступал против южной команды бебифейсов the Rock 'n' Roll Express. Командным партнером Нью Джека был Мустафа Саид.

### Extreme Championship Wrestling (1995—2001)

#### «Гангстеры (Gangstas)» (1995—1997)
В июне 1995 года Гангстеры присоединились к промоушену Extreme Championship Wrestling (ECW) в Филадельфии, дебютировав в промоушене в качестве хилльской команды, атаковав Public Enemy (Рокко Рока и Джонни Гранжа) на шоу ECW Barbed Wire, Hoodies and Chokeslams 17 июня 1995 года. Гангстеры дебютировали в ECW на ринге в Hardcore Heaven, против Врагов общества но проиграли им. Обе команды в течение всего года вступали в длительном фьюде, обменивались друг друга победами, причем вражда закончилась в матче по правилам уличной дракой на House Party (1996), которую выиграл Public Enemy. После этого шоу Public Enemy покинули ECW, тем самым положив конец фьюду. На CyberSlam (1996) Гангстеры должны были принять участие в матче против Охотников за головами, но Джек был заключен в тюрьму в Атланте, а Мустафа подвергся нападению Охотников за головами. 8 марта Джек вернулся в ECW на шоу Big Ass Extreme Bash, чтобы спасти Мустафу от нападения Охотников за головами, в результате чего Гангстеры стали в глазах публики в фэйсами.
Вскоре Гангстеры начали участвовать в командном дивизионе за Мировые Командные чемпионства ECW и вступили в соперничество с текущими командными чемпионами Элиминаторами (Джон Кронус и Перри Сатурн) и получили несколько тайтл-шотов против Элиминаторов, но потерпели неудачу. На шоу Fight the Power дебютировала группировка Samoan Gangstas Party (Лос-Анджелес Гладкий и Сэмми Шелк) дебютировала на ECW, атакуя гангстеров. Атака Samoan Gangstas Party стоила Гангстерам еще одного титульного боя против Элиминаторов на Hardcore Heaven (1996). Затем Гангстеры столкнулись с Samoan Gangstas Party в матче на шоу Heat Wave (1996), который закончился дракой между обеих команд. Фьюд Гангстеров с Элиминаторами, Samoan Gangsta Party и Братьями Синяками привела к четырехстороннему матчу между четырьмя командами на шоу The Doctor Is In, которые выиграли Гангстеры, тем самым завоевав свое первое мировое командное чемпионство. В течение года Гангстеры успешно защищали командные титулы против таких команд, как Samoan Gangsta Party, The Eliminators и Роб Ван Дам и Сабу.
23 ноября 1996 года Нью Джек был вовлечен в инцидент с рестлером по прозвищу Mass Transit в Ревире, штат Массачусетс. Гангстеры должны были встретиться с Ди-Фон Дадли и Акселем Роттеном. Роттен пропустил шоу и был заменен необученным семнадцатилетним подростком Эриком Куласом, который звал себя «Массом Транситом», убедив букера Пола Хеймана, что ему двадцать один год и его обучал опытный рестлер Киллер Ковальски. Кулас попросил, Нью Джека чтобы он его «заблейдил» во время матча, но разрез был сделан неправильно, что вызвало чрезмерное кровотечение. В результате Кулас был госпитализирован, и в итоге ему наложили пятьдесят швов. Нью-Джеку было предъявлено обвинение в нападении при отягчающих обстоятельствах, вызванном этим инцидентом, но он был оправдан. В июле 1998 года Кулас подал в суд на Нью Джека и ECW за ущерб, но проиграл дело. Кулас умер 12 мая 2002 года в возрасте 22 лет из-за осложнений после операции по шунтированию желудка.
4 января 1997 года на эпизоде Hardcore TV Гангстеры проиграли Мировые Командные чемпионства ECW Элиминаторам, закончив свой рейн в 139 дней. В течение следующих нескольких месяцев Гангстеры фьюдили с Элиминаторами и Дадли Бойз из-за титула. На шоу Heat Wave (1997) Гангстеры победили Дадли Бойз в матче в стальной клетке, завоевав второй раз мировые командные титулы ECW. После победы за командные титулы Мустафа Саед покинул ECW , что привело к роспуску команды Гангстеров. В следующем месяце на Hardcore Heaven Дадли Бойз вернули командные титулы, которые они лишились из-за ухода Саеда.

#### Бандиты (The Gangstanators) (1997—1998)
Уход Мустафы Саида и Перри Сатурна из ECW привел к тому, что Нью Джек сформировал новую команду с бывшим членом команды Элиминаторов Джоном Кронусом под названием Бандиты (The Gangstanators) 21 августа 1997 года, победив команду Дадли Бойз. 20 сентября команда дебютировала на телевидении в эпизоде Hardcore TV, когда Кронус завоевал титул командного чемпиона ECW World Tag Team Championship, победив Дадли, а затем Джек появился в качестве своего партнера по команде. На шоу «As Good as It Gets», Gangstanators получили свою титульную попытку победили Дадли Бойз и выиграли ECW World Tag Team Championship, ознаменовав третий рейн Джека за титул чемпиона. 1 ноября на эпизоде Hardcore TV, они проиграли пояса The Full Blooded Italians (Литтл Гвидо и Трейси Душерс) На Fright Fight в трехстороннем матче они победили Hardcore Chair Swingin' Freaks (Акселя Роттена и Боллса Махони) и Дадли Бойз и получили матч-реванш за титул против FBI, the Freaks и Dudleys в четырехстороннем матче на шоу November to Remember (1997), но проиграли.
В матче на House Party (1998) года The Gangstanators вновь возобновили фьюд с Дадли Бойз, обе команды участвовали в матче, в котором выиграли Дадли. Gangstanators заключили союз со Спайком Дадли, бывшим братом Дадли. На pay-per-view Living Dangerously Нью Джек и Спайк Дадли победили Hardcore Chair Swingin' Freaks и Дадли Бойз в трехстороннем матче. Затем Джек проиграл Бам Бам Бигелоу в Wrestlepalooza. Вскоре Джек начал выступать в соло, враждуя с Дадли Бойз. Приведя к тому, что Джек и Кронус тихо распустили команду Гангстеров и разошлись в разные стороны, поскольку Джек все чаще объединялся со Спайком Дадли, чтобы противостоять Дадли Бойз. Нью Джек начал таскать мусорное ведро, полное оружия, и бросать его на ринг как своего рода сверхсильный мешок для мусора.

#### Одиночные выступления (1999—2001)
Вражда Нью-Джека с Дадли Бойз продолжилась в 1999 году, когда он объединился со Спайком Дадли, проиграв на шоу Guilty as Charged (1999). На Crossing the Line '99 Джек вызвал своего бывшего партнера по команде Гангстеры Мустафу Саеда, чтобы сразиться с Дадли Бойзом, но Мустафа набросился на Джека, разбив гитару об его голову, и показал себя таинственным благодетелем Дадли, который хотел изгнать The Public Enemy и Нью Джека из ECW. В результате Джек начал фьюд с Мустафой, кульминацией которого стал матч между ними в Living Dangerously, который выиграл Джек. В CyberSlam, Джек объединился с Hardcore Chair Swingin' Freaks (Аксель Роттен и Боллз Махони), проиграв в Ultimate Jeopardy матче Мустафе и Дадли. После этого Джек протащил Мустафу через стол с ныряющим сплешом прыгнул с верхней части клетки. В результате чего Джек выбыл из строя на следующие несколько месяцев, пока не вернулся в строй в ECW на шоу Heat Wave, напав на Дадли Бойза с оружием из корзины для покупок.
На эпизоде ECW от 22 октября на TNN Джек получил свою первую возможность принять участие за Мировое чемпионство ECW в тяжелом весе против Майка Крутого, но не смог выиграть титул. 5 ноября на эпизоде ECW на TNN Джек спас команду Hardcore Chair Swingin' Freaks от нападения Da Baldies (Испанский Ангел, Вито ЛоГрассо, Тони Девито и Вик Граймс), но Ангел ударил Джека в глаза. Приведя к длительному фьюду между Джеком и Ангелом за неофициальный титул «Король улиц». По этому поводу оба сражались назад и вперед в кровавых уличных драках. Одним из самых ужасных моментов на телевидении ECW был момент, когда во время матча Энджел использовал против него степлер Нью Джека (который он часто носил на шее на цепочке), воткнув ему в глаз. Судьи отменили матч, и Нью Джек исчез из эфира на несколько месяцев. К концу 1999 года Нью Джек вернулся, его глаз, казалось бы, восстановился, теперь он носил косу на шее, утверждая, что он «модернизировал» пистолет для скрепок.
Их первая встреча состоялась на шоу November to Remember (1999), где Джек и Фрики проиграли Da Baldies в гандикап матче. На pay-per-view Guilty as Charged (2000) Джек проиграл Ангелу в одиночном матче из-за вмешательства одного из членов Da Baldies. 12 марта на pay-per-view в прямом эфире шоу Living Dangerously (2000) в Данбери, штат Коннектикут, Нью Джек получил серьезные травмы во время матча против Вика Граймса, связанного с ударом, который потребовал, чтобы они прыгнули и упали на 15 футов (4,5 метра) с лесов. Всего за несколько секунд до прыжка Граймсу стало неохота делать этот очень рискованный удар, и Новый Джек, раздраженный нежеланием Граймса (из-за прямой трансляции у них не было времени импровизировать), потащил Граймса вниз вместе с ним после счета три, и Граймс неловко упал через полсекунды после Джека вместо того, чтобы упасть вместе самым безопасным способом. Они упали с лесов, промахнулись мимо столов, которые должны были смягчить их силу падения, но приземлились на бетонный пол, а Граймс приземлился на голову Нового Джека. Новый Джек получил повреждение головного мозга, сломанную ногу, перелом черепа (что привело к постоянной бессоннице) и был навсегда ослеплен на правый глаз и проведя шесть месяцев, восстанавливаясь, но даже будучи раненым, спустя два месяца Джек победил лидера Da Baldies Энджела в матче на Hardcore Heaven.
Вскоре Нью Джек появился на последним шоу ECW Heat Wave (2000) на костылях, где Энджел приставил ему свой пистолет для скрепок ко лбу, пока Нова и Крис Четти не спасли его и не победили Da Baldies в командном матче. Джек вновь выбыл из строя на следующие несколько месяцев. 22 сентября он вернулся в ECW на эпизод ECW на TNN, где он спас Спайка Дадли от нападения Джастина Джексона и Носорога, но они объединились в двойную команду. На November to Remember (2000) Джек был претендентом номер за Мировое телевизионное чемпионство ECW против Райно, но не смог выиграть титул. В своем последнем матче от 17 декабря на эпизоде Hardcore TV ECW Джек победил давнего соперника Энджела. Позже Джек остовался в промоушене, который был закрыт из-за банкротства месяц спустя, в январе 2001 года.

### XPW и Независимая сцена (2001—2012)
После того, как ECW объявила о банкротстве в апреле 2001 года, Нью Джек начал выступления на независимой сцене. В 2001 и 2002 годах он выступал в XPW, а в 2003 году он неоднократно выступал в Total Nonstop Action Wrestling, а также в Combat Zone Wrestling, выступая в Cage of Death V. В 2004 году Джек появился в IWA и WWE в темных матчах. 10 июня 2005 года, работал на шоу воссоединения ECW, Hardcore Homecoming, а также участвовал в туре «Extreme Reunion» с 15 по 16 сентября.
В феврале 2002 года Джек встретился с Виком Граймсом в матче на эшафоте на турнире XPW’s Freefall . В качестве заключительного маневра матча Джек потряс Граймса электрошокером, прежде чем сбросить его с эшафота и отправить на ринг на 40 футов (12,20 м.) ниже; на ринге было более двенадцати столов, сложенных друг на друга, чтобы остановить падение, из которых Граймс пропустил все, кроме двух, и был в шаге от того, чтобы полностью пропустить ринг, что могло его убить. Он сломался, упав на верхнюю веревку, вывихнув лодыжку среди других травм. В документальном фильме 2005 года «Навсегда хардкор» и эпизоде Dark Side of the Ring 2020 года, посвященном ему, Джек утверждал, что это был отрыв от сценария, и его намерения состояли в том, чтобы бросить Граймса так сильно, чтобы он упал головой вперед на стальной тернбакл и был бы убит. По словам Джека, это было сделано из-за обиды, вызванной тем, что Граймс не связался с ним, когда оправлялся от травм после их падения в Данбери. Однако Арт О’Доннелл, писатель для WrestleCrap, оспаривает это, ссылаясь на очевидную озабоченность Джека безопасностью Граймса в предыдущем матче за XPW и на то, насколько преднамеренным казалось это место.
В апреле 2003 года Нью Джек участвовал в хардкорном поединке с давним рестлером Джипси Джо. Перед матчем Джек встретился с Джо и спросил букера шоу, что он должен с ним делать. Джеку сказали: «Джипси Джо крепок, как кожа», и Джек ответил, что он не собирается терять ценность доллара от этого матча и не будет устраивать комедийный или гиммиковый матч, но он точно убьет Джо в этом матче. По неизвестным причинам Джо постоянно не использовал селлинг на Нью Джеке, и Джо ударил его головой в нос. Затем Джек разозлился на Джо и решил добиться подлинного успеха, законно напав на 69-летнего мужчину с цепью, фотографией его тети в рамке, бейсбольной битой, обмотанной колючей проволокой, и несколькими другими видами оружия. Толпа, напуганная жестоким избиением Джеком этого человека, либо с отвращением покинула шоу, либо начала называть Джека N-словом, термином, которым его называли почти каждую неделю во время его выступлений Smoky Mountain Wrestling. В интервью для Vice в 2019 году Джек заявил: «Чем больше они называли меня ниггером, тем злее я становился и тем больше избивал парня».
В октябре 2004 года Нью Джек, выступающий за Thunder Wrestling Federation, должен был сразиться с другим борцом Уильямом Джейсоном Лейном на шоу недалеко от Джексонвилла, штат Флорида. Во время матча Лейн, к удивлению Нью-Джека, начал на законных основаниях бить его по лицу и нанес несколько ударов. Затем Нью Джек вытащил металлическое лезвие из своего камуфляжного борцовского костюма и несколько раз ударил Лейна ножом в голову. Новый Джек заявил в документальном сериале Vice «Темная сторона кольца», что в новостях говорилось, что он ударил Лейна ножом 16 раз. Это действие привело к тому, что Нью-Джек получил различные обвинения в совершении тяжких преступлений, в том числе за нападение при отягчающих обстоятельствах с применением смертоносного оружия и нападение при отягчающих обстоятельствах с целью совершения убийства. Нью Джек утверждал, что эти двое встретились перед матчем и договорились использовать «кусок металла», чтобы нанести травму. Несмотря на это, сотрудник полиции, который записывал инцидент, заявил, что все выглядело так, как будто это был «обычный матч по реслингу». Организатор мероприятия, г-н Морис Уильямс, утверждает, что мероприятие никогда не планировалось как хардкорное. Нью Джек утверждал, что он нанес Лейну всего девять ударов ножом. Новый Джек объявил о своем уходе на XPW в Cold Day To Hell в 2008 году, хотя он продолжал работать в независимых шоу. В 2012 году Нью Джек выступал за Extreme Rising и CZW.

### Total Nonstop Action Wrestling (2003, 2010)
В течение 2003 года Нью Джек время от времени выступал в TNA. 2 апреля 2003 года NWA-TNA, Нью Джек, Перри Сатурн и Сэндмен победили Кристофера Дэниелса и Братьев Харрис. 9 апреля NWA-TNA Нью-Джек и Сэндмен проиграли трехсторонний матч братьям Харрис. 16 апреля на NWA-TNA Новый Джек и Сэндмен проиграли Брайану Ли и Слэшу. 23 апреля на NWA-TNA Нью Джек, Перри Сатурн и Сэндмен победили Брайана Ли, Слэша и Майка Офигенного в матче Ultimate Sin. 7 мая на NWA-TNA Нью Джек участвовал в матче по хардкорным правилам с 3-мя способами, который выиграл Сабу. 21 мая NWA-TNA Нью-Джек и Шарк-бою проиграли Рону Киллерсу и Дону Харрису в командном матче Альянса Анархии. Затем участвовал в турнире Hard 10, победив Слэша в четвертьфинале, затем победил Майка Сандерса в полуфинале, а затем проиграл в финале Сэндмену. 16 июля NWA-TNA Нью Джек (также в маске акулы) и Шарк-бою проиграли братьям Харрис в финальном матче TNA Нью Джека.
8 августа 2010 года Нью Джек появился на шоу воссоединения ECW TNA «Hardcore Justice», где он и Мустафа напали на Team 3D и Джоэла Гертнера после матча.

### Возвращение в профессиональный реслинг (2016—2021)
16 апреля 2016 года Нью Джек появился в «Money Mark Productions» и выступал за «Money Mark Productions», встретившись с Брэдом Кэшем в Льюисбурге, штат Теннесси. 11 июня 2016 года Нью Джек должен был встретиться с бывшей звездой UFC Филом Барони в несанкционированном матче на шоу Pro Wrestling Syndicate в бальном зале Starland в Сайревилле, штат Нью-Джерси. В октябре Новый Джек появился на турнире Crushed 2 в Миннеаполисе, где он вмешался в матч между Юджином и Томми Ли Кертисом. Выбежав с мусорным баком, полным оружия, Нью Джек помог спасти Юджина от побоев и закончил тем, что прыгнул через стол, прижав Томми Ли Кертиса, хотя он только и вмешивался на протяжении всего матча и не был настоящим конкурентом; это было объявлено как его последнее появление на Среднем Западе.
Примерно в том же году, когда Янг шел к дому с реслинг шоу, упав в обморок, и врачи обнаружили сгустки крови у него в ногах, спине и легких, сказав: «С болью в сердце, которая у меня уже была, я чувствовал, что приближаюсь к финальному звонку». В январе Джек был выбит из баттл-роялла Майком Белым, а впоследствии Джек победил Майка в одиночном матче. В марте он объединился с другими выпускниками ECW, Сэндменом и Джастином, одержав победу на шоу ECW, и выступил в VIP-рестлинге, победив Масаду. Прежде чем взять отпуск из-за операции, в своих последних матчах, предшествовавших его смерть, Джек столкнулся с другими выпускниками ECW К. У. Андерсоном и Шейном Дугласом.

## Другие медиа
В видеоигре ECW Anarchy Rulz тематическая песня Нью Джека была перезаписана Бутси Коллинзом с уникальными текстами, в отличие от темы любого другого персонажа, которая состояла из кавер-версий их реальных тем. Настоящая тема («Natural Born Killaz») не могла быть представлена; так как проблемы с авторским правом со стороны их звукозаписывающих лейблов не позволили бы этого.
Нью Джек был показан в документальном фильме 1999 года о реслинге за пределами ковра (англ. Beyond the Mat).[5] Кроме того, 6 мая 2000 года он появился в телесериале «Завтра наступит сегодня» в роли байкера в эпизоде «Мел Шварц, охотник за головами». Он также был показан в видеоигре Backyard Wrestling 2: There Goes the Neighborhood.
Нью Джек также является предметом эпизода документального сериала «Темная сторона ринга». Часовой эпизод дебютировал на канале Vice 31 марта 2020 года.
Новый Джек упоминается в сингле Weezer 1996 года «El Scorcho» со строчкой «смотрю, как Гранж бросает Нью Джека через пресс-стол».
Нью Джек, вместе с инди рестлером Джеем Лав, один раз появился на The Daily Show, в эпизоде шоу 9 мая 2013 года, в сегменте под названием «Держись подальше от школы».

## Взгляды
В 2008 году Янг принял участие в съемках интервью с Железным шейхом и Хонки Тонком, где обсуждалось двойное убийство и самоубийство Криса Бенуа. Янг отметил, что ничто не может оправдать того, что сделал Бенуа, и все, кто в WWE или где-либо еще защищал Бенуа или реслинг бизнес от общественного контроля, были лицемерами. Янг также подумал, что иронично, что ECW рассматривался как насильственная и опасная акция, в которой поощрялось употребление наркотиков, но за пятилетний срок работы Янга в компании умер только один человек, в то время как WWE «в среднем три (смерти) в год». В том же интервью Янг обвинил председателя WWE Винса Макмахона в убийстве и содействии фальсификации тестов рестлеров на наркотики.
Янг критиковал Пола Хеймана как промоутера, в первую очередь из-за склонности Хеймана лгать своему ростеру, а также из-за того, что он обманывал их из-за зарплаты. В 2012 году Янг раскритиковал Мясника Абдуллу за использование грязных лезвий на борцах и заявил, что у него ВИЧ-тест был положительным.

## Личная жизнь, проблемы со здоровьем и смерть
С 2009 по 2011 год Янг состоял в отношениях с Терри Раннелс; после того, как отношения закончились, Раннелс подал в суд на Янга за клевету и блокирование распространения фотографий Раннелса откровенного сексуального характера, которые у него были.
Янг был женат на Дженнифер Янг. Одна из его дочерей, являлась Дрэг-квин по имени Вашингтон Хайтс, рассказала в 2020 году, что Янг отрекся от нее несколькими годами ранее из-за того, что была трансвеститом. Янг ответил на претензии, заявив: «Мой сын был упомянут в моей книге, которая только что вышла в прошлом году, поэтому заявление о том, что я отрекся от него три года назад, просто неправда». Позже Янг прокомментировал видео в прямом эфире Facebook: «Я просто хотел бы сказать тебе, маленький педик, ублюдок: ты знаешь, кто ты, и ты не мой сын». Позже Янг прокомментировал видео в прямом эфире Facebook: «Я просто хотел бы сказать тебе, маленький педик, ублюдок: ты знаешь, кто ты, и ты не мой сын, ты маленькая сучка». Хайтс заявил после смерти Янга, что «он гордился мной.. Он хотел все исправить, но не знал как».
Выйдя на пенсию, Янг регулярно принимал прописанные ему обезболивающие, чтобы облегчить боль от различных травм, полученных им во время своей карьеры. В 2016 году он упал в обморок, когда шел домой с реслинг шоу. У него были диагностированы сгустки крови в ногах и спине, в дополнение к проблемам с сердцем. Томми Дример рассказал, что когда он попытался пригласить Янга для продвижения своего промоушена House of Hardcore, Янг сказал, что у него плохо со здоровьем и он часто прикован к постели из-за проблем с сердцем и ухудшения зрения.
14 мая 2021 года Янг умер от сердечного приступа во второй половине дня в своем доме в Гринсборо, штат Северная Каролина, в возрасте 58 лет.

## В реслинге
- Завершающие приёмы
  - 187 (Ныряющий удар локтем, держа стальной стул под мышкой)
  - Death Valley driver
  - Прыжки в воду обычно выполняются с высокого места, например, с лесов
- Коронные приёмы
  - Airplane spin
  - Ныряющий удар головой
  - Гитарный выстрел
  - Различные выстрелы из оружия (в первую очередь с использованием его фирменного пистолета)
- Прозвище
  - «Оригинальный гангста»
- Музыкальные темы
  - «Natural Born Killaz» by Ice Cube and Dr. Dre

## Титулы и достижения
- American Championship Pro Wrestling
  - ACPW Hardcore Championship (1 раз)[72]
- Extreme Championship Wrestling
  - ECW World Tag Team Championship (3 раза) — с Мустафой Саидом (2) и Джоном Кронусом(1)[73]
- North Georgia Wrestling Association
  - NGWA Heavyweight Championship (1 раз)[74]
  - NGWA Tag Team Championship (2 раза) — с Фестусом и Мустафой Саидом[74]
- Smoky Mountain Wrestling
  - SMW Tag Team Championship (1 раз) — с Мустафой Саидом[75]
- Universal Championship Wrestling
  - UCW Hardcore Championship (1 раз)[76]
- United States Wrestling Association
  - USWA World Tag Team Championship (1 раз) — с Хомебой[77]
- Pro Wrestling Illustrated
  - PWI ставит его под № 101 в списке 500 лучших рестлеров в 1997 года[78]
  - PWI ставит его под № 386 в списке 500 лучших рестлеров 2003 года[79]

## Cм. также
- Обратная сторона ринга («Нью Джек»)